# أديلانتو
أديلانتو (بالإنجليزية: Adelanto) هي إحدى مدن مقاطعة سان بيرناردينو، كاليفورنيا. تم إعطاءها لقب مدينة في 22 ديسمبر، 1970.